# Rijksmuseum

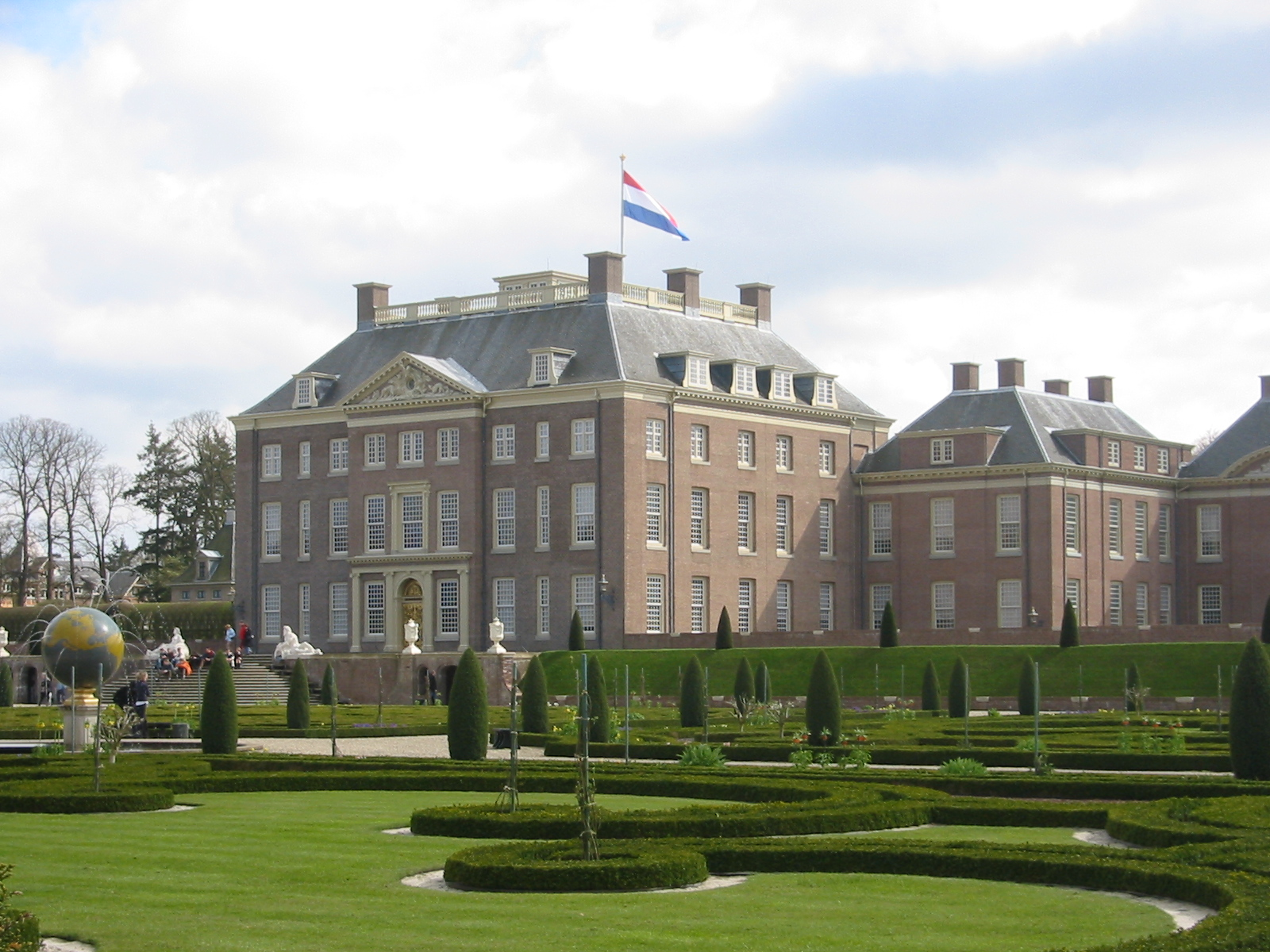
Palazzo di Het Loo, museo statale ad Apeldoorn

Rijksmuseum (pronuncia: /ˌrɛɪ̯ksmyˈzɛʊ̯m/) è il termine generale per un museo statale o nazionale in lingua olandese.
Quando è usato da solo, "Rijksmuseum" si riferisce generalmente al Rijksmuseum di Amsterdam.
Nei Paesi Bassi esiste una serie di musei statali, elencati di seguito per località.

## Amsterdam
- Rijksmuseum Amsterdam
- Van Gogh Museum
- Het Scheepvaartmuseum
- Rijksprentenkabinet

## Apeldoorn
- Palazzo di Het Loo

## Arnhem
- Nederlands Openluchtmuseum

## L'Aia
- Koninklijk Kabinet van Schilderijen Mauritshuis
- Museum Meermanno Westreeniaum

## Dordrecht
- Dordrechts Museum [1]

## Enkhuizen
- Rijksmuseum het Zuiderzeemuseum

## Enschede
- Rijksmuseum Twenthe

## Leida
- Rijksmuseum Het Koninklijk Penningkabinet
- Rijksmuseum voor Volkenkunde
- Rijksmuseum van Oudheden
- Museum Boerhaave
- Nederlands Centrum voor Biodiversiteit Naturalis

## Otterlo
- Kröller-Müller Museum

## Utrecht
- Museum Catharijneconvent

## Poederoijen
- Slot Loevestein